# Rio Grandevallei

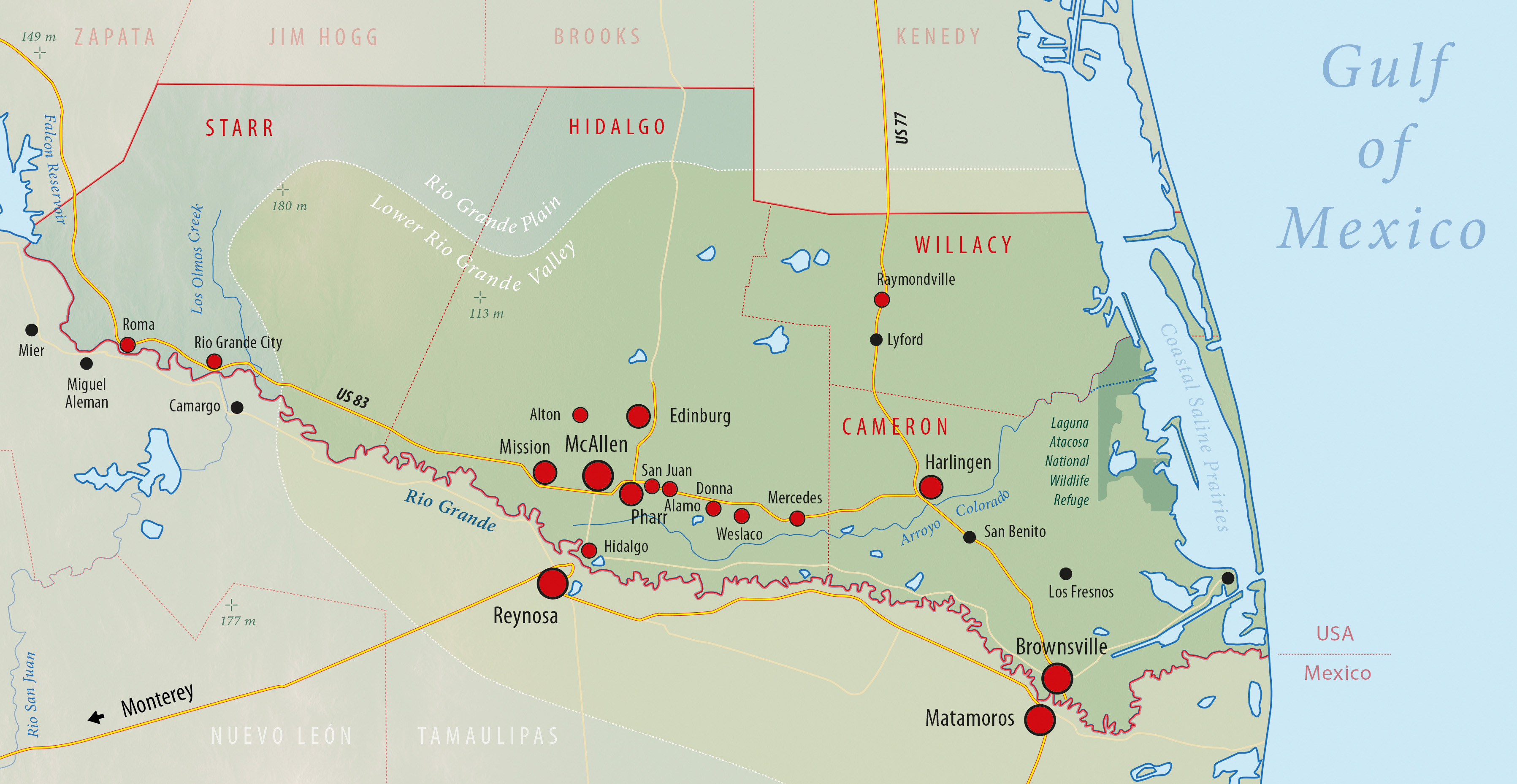
Geografisch en administratief overzicht van de Rio Grandevallei

De Rio Grandevallei (Engels: Rio Grande Valley) is een gebied dat ligt in het zuidelijkste puntje van de Amerikaanse staat Texas. Het gebied ligt aan de noordkant van de rivier de Rio Grande, die de grens vormt tussen Mexico en de Verenigde Staten. 
De Rio Grandevallei is eigenlijk geen vallei maar een delta. Vroegere bewoners uit Mexico vonden "vallei" beter klinken voor toeristen en investeerders uit het noorden dan "Delta". Echter, er zijn ook bewoners van de Rio Grandevallei, voornamelijk uit Edinburg, die dat weerleggen. De Rio Grandevallei wordt ook wel "El Valle" genoemd, de Spaanse vertaling van "de vallei", door lokale bewoners. Een andere veelgebruikte benaming van de bewoners van de Rio Grandevallei is simpelweg de afkorting "RGV."
De regio bestaat uit vier county's: Starr County, Hidalgo County, Willacy County, and Cameron County. De "Texas State Data Center" schat het aantal inwoners van de Rio Grande Valley op ongeveer 1.139.581 vanaf 1 januari 2007. Meer dan 80% van deze inwoners is Hispanic of Latino.
De grootste stad is Brownsville (Cameron County), gevolgd door McAllen (Hidalgo County). Andere belangrijke steden zijn Harlingen, Mission, Edinburg, en Pharr.

## Toerisme
In de vallei bevinden zich verschillende toeristentrekkers, en dan vooral South Padre Island. Andere populaire bestemmingen zijn Point Isabel Lighthouse, Laguna Atascosa National Wildlife Refuge, Santa Ana National Wildlife Refuge, en Bentsen-Rio Grande Valley State Park. De vallei is ook een populaire uitvalsbasis voor toeristen die een bezoek aan Mexico willen brengen. Populaire bestemmingen over de grens zijn onder andere Matamoros, Nuevo Progreso, Rio Bravo, en Reynosa, in de Mexicaanse staat Tamaulipas. De vallei trekt ook veel lucratieve toeristen uit de Mexicaanse staat Nuevo León, Federaal District en Tamaulipas.
De geschiedenis van de Rio Grandevallei is te vinden in het Museum of South Texas History.

## Bekende personen
Een lijst van bekende personen die in de Rio Grandevallei geboren of gestorven zijn of die er gewoond hebben:
- Gloria E. Anzaldúa (schrijver/dichter, Hargill, Texas)
- Lloyd M. Bentsen, Jr. (US Secretary of the Treasury, U.S. Senator, U.S. Representative, Mission, Texas)
- Harlon Block (een van de plaatsers van de Amerikaanse vlag op Iwo Jima, aldaar gesneuveld, Weslaco, Texas)
- Cathy Baker (televisiepresentator, Edinburg, Texas)
- Thomas Haden Church (acteur, Harlingen, Texas)
- Freddy Fender (musicus/acteur lyricist, San Benito, Texas)
- Michael Fossum (astronaut, McAllen, Texas)
- Tony Garza (VS-ambassadeur voor Mexico, Brownsville, Texas)
- Kika de la Garza (US Representative, Mission, Texas)
- Roberto Garza (professioneel Americanfootballspeler Chicago Bears, Rio Hondo, Texas)
- Alfredo Cantu "Freddy Gonzalez (US Marine, postuum ontvanger van de Medal of Honor, Edinburg, Texas)
- Catherine Hardwicke (filmregisseur, schrijver, producer, McAllen, TX)
- Kris Kristofferson (musicus, acteur, liedjesschrijver, Brownsville, Texas)
- Tom Landry (American footballcoach, Mission, Texas)
- José Mendoza López (ontvanger van de Medal of Honor, Mission, TX)
- Rachel McLish (Ms. Olympia, acteur, Harlingen, Texas)
- Bobby Joe Morrow (olympisch kampioen, San Benito, Texas)
- Samuel Ringgold (majoor, vader van de moderne artillerie, heeft gediend op wat nu bekend is als Fort Ringgold, Rio Grande City, Texas)
- Rigo Tovar (musicus/acteur/componist, Matamoros, Tamps)
- Ricardo Sanchez (luitenant-generaal, commandant der grondtroepen in Irak, Rio Grande City, Texas)
- Merced Solis (aka Tito Santana, worstelaar, Mission, Texas)
- Nick Stahl (acteur, Harlingen, Texas)

## Historische plaatsen
- First Lift Station

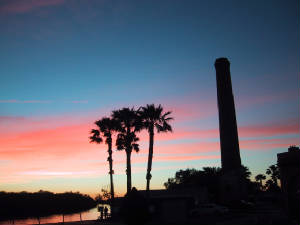
The First Lift Station in Mission, Texas werd vroeger gebruikt voor irrigatie van de gewassen in Rio Grandevallei.

- Los Ebanos Ferry De laatste handbediende veerboot op de Rio Grande
- La Lomita Historic District
- Fort Brown
- Palo Alto Battlefield National Historic Site
- Resaca de la Palma
- Rancho de Carricitos
- USMC War Memorial Originele model van de beroemde foto uit Iwo Jima
- Museum of South Texas History Het oude gerechtsgebouw en gevangenis van de gemeente, gebouwd eind 19e eeuw
- Slag om Palmito Ranch, locatie van de laatste slag van de Amerikaanse Burgeroorlog

De zogenoemde Brownsvilleraid vond ook plaats in de Rio Grandevallei.

## Economie
De vallei is afhankelijk van agribusiness en toerisme. Katoen, sorghum, maïs en suikerriet zijn de voornaamste gewassen, en de regio is het centrum van de citrusvrucht teelt en de meest belangrijke regio in Texas met betrekking tot het verbouwen van groenten. De laatste paar jaar heeft de komst van maquiladoras (fabrieken of productie installaties) een verschuiving naar industriële ontwikkeling plaatsgevonden langs de grens. Ook de internationale bruggen in de regio dragen bij aan de economische ontwikkeling doordat Mexicanen kunnen komen winkelen, verkopen en zaken doen in de grenssteden langs de Rio Grande. Een echte toeristentrekker is South Padre Island, voornamelijk tijdens het Spring break seizoen, waardoor het net lijkt of South Padre Island verandert in een soort New Orleans tijdens Mardi Gras.
Volgens de census van 1990 is minder dan 82% van Cameron County, meer dan 85% van Hidalgo County, meer dan 97% van Starr County en meer dan 84% van Willacy County Hispanic.
De vallei is een populaire winterbestemming voor inwoners van het midwesten van de V.S. en Canada (genaamd Winter Texans). Samen met Mexicanen en duizenden studenten die South Padre Island bezoeken in Maart en April vormen de Winter Texans de bulk van het toerisme in de vallei. Winter Texans komen meestal rond oktober-november en blijven tot februari-maart, wat een toename aan handel veroorzaakt voor de lokale handel.
De vallei is ook de enige regio in de V.S. waar vogelaars een grote hoeveelheid met uitsterven bedreigde vogels en trekvogels kan waarnemen. In dit gebied bevindt zich ook de monarchvlinder die trekt naar de Mexicaanse staat Michoacán.

## Onderwijs
- University of Texas at Brownsville
- University of Texas–Pan American
- Texas State Technical College
- South Texas College

## Media

### Kranten
- The Monitor – eigendom van Freedom Communications. Official Site
- La Frontera – eigendom van Freedom Communications & The Monitor.
- The Brownsville Herald – eigendom van Freedom Communications. Official Site
- El Nuevo Heraldo – eigendom van Freedom Communications & The Brownsville Herald. Official Site
- El Extra – eigendom van Freedom Communications & The Brownsville Herald.
- Valley Morning Star – eigendom van Freedom Communications. Official Site
- The Island Breeze – eigendom van Freedom Communications & the Valley Morning Star.
- The Monitor – eigendom van Freedom Communications. Official Site
- South Texas Nation (monthly – eigendom van en gemaakt door David Robledo)
- San Benito News, twee keer per week
- Port Isabel/South Padre Island Press, twee keer per week
- The Edinburg Review, twee keer per week
- The Alpha Dilettante – Rio Grande Valley Visual Arts

### Televisie
- XHRIO-TV FOX 2 News, FOX Affiliate
- XHRIO-TV My 2, My Network TV Affiliate (Secondary)
- KGBT-TV/DT Action 4 News, CBS Affiliate Official Site
- KRGV-TV/DT Newschannel 5, ABC Affiliate
- LATV on KRGV-DT digital subchannel 5.2
- KVEO-TV/DT News Center 23, NBC Affiliate Official Site
- KLUJ-TV/DT 44, TBN Affiliate
- KTLM-TV/DT 40, Telemundo Affiliate
- KNVO-TV/DT 48, Univision Affiliate Official Site
- KMBH-TV/DT 60, PBS Affiliate Official Site
- KSFE-LP 67, CW Affiliate

### Radio
- KBFM Wild 104 (Hip Hop/Top 40)
- KBTQ 96.1 Recuerdo (Spanish Oldies)Univision
- KESO Digital 92.7 (Internacional, Spanish Top 40)
- KFRQ Q94.5 The Rock Station (Classic/Modern/Hard Rock)
- KGBT 1530 La Tremenda (Univision)
- KGBT-FM 98.5 FM (Regional Mexican) Univision
- KHKZ Hot Kiss 106.3 (Popular Adult Contemporary)
- KIRT 1580 AM Radio Imagen (Variety, Spanish contemporary)
- KIWW (Spanish)
- KJAV 104.9 Jack FM Official Site
- KKPS Que Pasa 99.5 (Tejano) Official Site
- KMBH/KHID 88.9/88.1 NPR (Classical/Public Radio)
- KNVO Super Estrella (Super Star) 101.1
- KQXX 105.5 (Oldies)
- KTEX 100.3 (Country)
- KURV 710 AM Heritage Talk Radio (part of the BMP family of stations)
- KVLY Mix 107.9 KVLY (Adult Contemporary) Official Site

## Webcams
- Rio Grande Cam
- Turtle Cam – South Padre Island – binnen en buiten
- Beach Cam – South Padre Island